# Nina Bergsma
Nina Elisa Bergsma (Bandung, 29 april 1911 - Amsterdam, 29 september 1988) was een Nederlandse (theater- en hoorspel)actrice, schrijfster en vertaalster. Ze sprak als stemactrice vooral kinderstemmetjes in. 
Ze was dochter van Nina Adriana Maria Kramer en (hoofd-)ambtenaar Johannes Justinus Bergsma. Ze bleef voor zover bekend zelf ongehuwd.
Na haar gymnasium B-opleiding (openbare gymnasium Delft) gehaald te hebben, voltooide Bergsma in 1935 de Amsterdamse Toneelschool aan de Marnixstraat 150. Al in de jaren dertig stond ze op het toneel. Zij acteerde (vrijwel direct vanaf het einde van haar studie) bij het Nieuw Schouwtooneel en vanaf 1948 meest in hoorspelen. Bergsma heeft ook spelen voor radio en televisie geschreven en vertaalde er veel. Haar stem was bijvoorbeeld te horen in de Nederlandse versie van de Disney-film Lady en de Vagebond uit, waarin Bergsma de stem van Lady insprak. In de latere versie uit 1989 werd haar stem vervangen door die van Angélique de Boer
Bergsma overleed uiteindelijk op 77-jarige leeftijd.  

## Filmografie
Lady en de Vagebond (1955) – Lady